# Commandement de la formation de l'Armée de terre
 (aout 2025).
Le pôle formation (PFORM) de la direction des ressources humaines de l'Armée de terre est un organisme de l'Armée de terre française. Il commande les écoles de l’armée de Terre et assure la cohérence des parcours de formation et de carrière.
Il était auparavant nommé commandement de la formation de l'Armée de terre (COFAT puis COM FORM).

## Histoire
Créé en 1991 sous le nom de « commandement des organismes de formation de l'Armée de terre », il prend son nom actuel le 1er juillet 2000. Il est supprimé le 9 octobre 2009 et est remplacé par la sous-direction Formation et Écoles (SDFE) qui dépend maintenant de la Direction des ressources humaines de l'Armée de terre (DRHAT). Il succède au CEAT (commandement des écoles de l'Armée de terre).

## Les organismes du COFAT

### Les lycées de la Défense
- Le Prytanée national militaire (PNM), à La Flèche
- Le Lycée militaire de Saint-Cyr à Saint-Cyr-l'École, près de Versailles
- Le Lycée militaire d'Autun à Autun
- Le Lycée militaire d'Aix-en-Provence

### Les écoles de formation initiale
- Les Écoles de Saint-Cyr Coëtquidan regroupant :
  - l'École spéciale militaire de Saint-Cyr (ESM Saint-Cyr), à Coëtquidan ;
  - l'École militaire interarmes (EMIA), à Coëtquidan ;
  - l'École militaire du corps technique et administratif (EMCTA), à Coëtquidan ;
- les Écoles du commissariat de l'Armée de terre devenues en 2001 École militaire supérieure d'administration et de management, à Montpellier ;
- l'École nationale des sous-officiers d'active (ENSOA), à Saint-Maixent-l'École.

### Enseignement supérieur militaire
- Le Collège d'enseignement supérieur de l'Armée de terre (CESAT) à Paris
- L'École d'état-major (EEM), à Compiègne

### Les écoles d'application
- L'École d'application de l'artillerie (EAA), à Draguignan
- L'École de cavalerie de Saumur, à Saumur
- L'École de l'aviation légère de l'Armée de terre (EALAT), à Dax et au Luc-en-Provence
- L'École de l'infanterie, à Draguignan
- L'École du train (ETLO), à Bourges
- L'École militaire supérieure d'administration et de management (EMSAM), à Montpellier
- L'École du génie, à Angers
- L'École du matériel, à Bourges
- L'École des transmissions (ETRS), à Rennes

### Les centres d'aguerrissement
- Le CECAP à Djibouti
- Le CAIDD à Djibouti
- Le CEFE en Guyane
- Le CEC FOGA à Libreville (Gabon)

### Les écoles ou centres spécialisés
- Le Centre de défense nucléaire biologique et chimique (CDNBC) à Draguignan
- Le Centre d'entraînement aux actions en zone urbaine (CENZUB) à Sissonne
- Le Centre d'enseignement et d'études du renseignement de l'Armée de terre CEERAT à Saumur
- Le Centre d'instruction de santé de l'Armée de terre (CISAT) à La Valbonne
- Le Centre national d'entraînement commando (CNEC) à Mont-Louis
- L'École militaire d'équitation (EME) à Fontainebleau
- L'École Franco-Allemande TIGRE (EFA TIGRE) à Le Cannet-des-Maures
- L'École militaire de haute montagne (EMHM) à Chamonix
- L'École militaire de spécialisation de l'outre-mer et de l'étranger (EMSOME) à Rueil-Malmaison
- L'École des troupes aéroportées (ETAP) à Pau